# كريستوفر لورانس (مقدم برامج إذاعية)
كريستوفر لورانس (بالإنجليزية: Christopher Lawrence)‏ هو مقدم برامج إذاعية أسترالي، ولد في 24 ديسمبر 1956.

## وصلات خارجية
- كريستوفر لورانس على موقع ميوزك برينز (الإنجليزية)